# 巴斯塔县
巴斯塔县，印度中部恰蒂斯加尔邦的一个县。北邻拉吉南德冈县、坎克尔县、达姆塔里县，南邻丹德瓦达县 。总面积8755.79 km²，总人口1302,253 (2001年)，人口密度108 /km2 (280 /sq mi)。行政中心位于杰格德尔布尔。